# エストニア保安警察庁

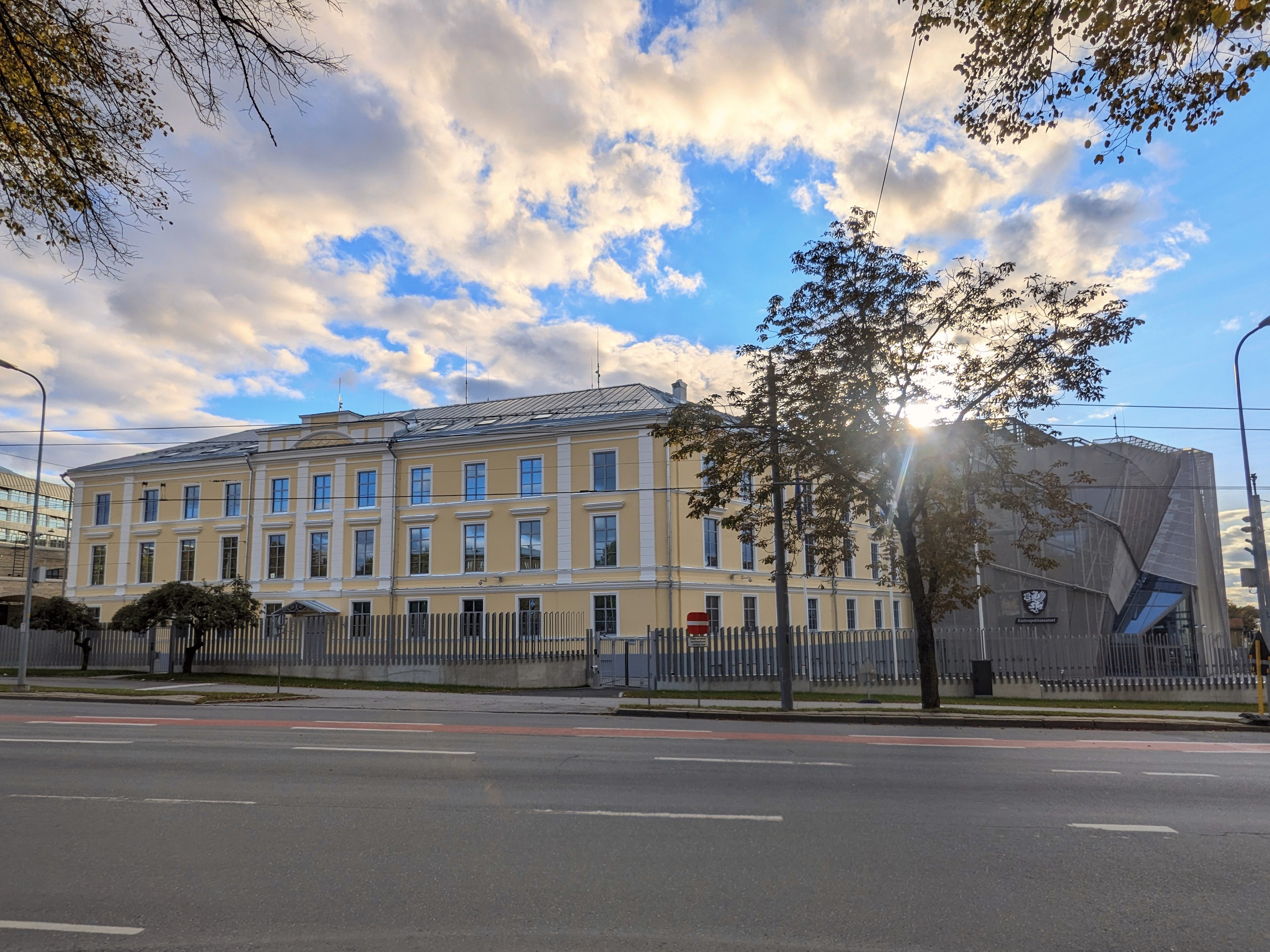
保安警察庁本部

エストニア保安警察庁（エストニアほあんけいさつちょう、エストニア語: Kaitsepolitseiamet, KAPO）は憲法秩序の保護を目的とする国家機関。国家公務員による犯罪の一部、テロ対策、憎悪の扇動、戦争犯罪を含む人道および平和に対する罪、銃器、弾薬、爆発物、放射性物質、その他の戦略物資の違法な取り扱いと取引、国家機密の保護に対する第一次捜査権を持つ。防諜活動も行っている。